# 威廉·渣甸
威廉·渣甸（Dr. William Jardine，1784年—1843年），又译查顿，苏格兰人，早年在中国走私鸦片的船上出任外科医生，後來又從事鸦片販售業務。威廉·渣甸创办了怡和洋行，并在推动鸦片战争，令清廷割讓香港予英國作為沒收鴉片的賠償中起关键作用。

## 生平

### 童年
1784年，威廉·渣甸出生在苏格兰邓弗里斯郡的一个农庄。1800年，他只有16岁，获得资格进入爱丁堡大学医学院，学习解剖学、临床和产科学课程。当他还在校时，尽管他的兄弟提供学费，但还不确定渣甸是否能成为实习外科医生，得到住宅、食物和进医院实习的推荐。1802年3月2日，他18岁，毕业于爱丁堡医学院，并得到爱丁堡皇家外科学院文凭。

### 出海
威廉·渣甸决定加入英国东印度公司，3月15日，在满足了录取条件后， 获得了2个月的预付工资，成为一名在东印度公司的商船"布伦瑞克号"（Brunswick）上进行海上服务的外科医生。为东印度公司服务有一个好处，就是允许每个雇员利用货舱夹带自己的2箱或大约一百英镑货物。渣甸以异常的机敏，甚至聪明的谎言，参与这项生意，获取分配给那些对此不感兴趣的乘客的货舱空间。
渣甸的第一次海上亚洲之旅相当平凡，但他在第一次航海时遇到了2个在他后来经商时扮演重要角色的人。第一位是医生同行，托马斯·威丁（Thomas Weeding），护航船格莱顿号（Glatton）的外科医生。第二位是刚刚在1801年初抵达广州的26岁的查尔斯·马格尼亚克（Charles Magniac）。 
1817年，渣甸离开东印度公司，先是成为孟买几间小商行的代理商和小股东，最后在1823年在广州加入了在中国开业的最古老的英国私人公司—马格尼亚克商行（Charles Magniac Co.）。渣甸在孟买的代理商之一是詹塞吉·杰吉伯伊勋爵（Jamsetjee Jejeebhoy），后来成为他毕生的好友，两人曾在布伦瑞克号上，一同被一艘法国船劫持。杰吉伯伊是维多利亚女王所封的第一位帕西人从男爵，在未来的年代里变得令人难以置信的富有。
在1823年，渣甸有一个极其重要的机遇：查尔斯·马格尼亚克在巴黎去世，丹尼尔·马格尼亚克继承了公司，但由于同他的中国情妇结婚，又被迫从公司辞职，将公司交给兄弟霍灵沃斯·马格尼亚克。霍灵沃斯邀请渣甸进公司担任经营合伙人，自己只作一个不问业务的合伙人。霍灵沃斯这样写到渣甸:
“你会发现渣甸是一个最尽责、最可敬、最仁慈的人，极其慷慨，是商场上一位卓越的商人，他在鸦片貿易上和大部分出口商品方面的知识经验非常有价值。他需要得到认识和恰当的赏识。”

## 怡和洋行

### 自起爐灶
1820年5月，渣甸遇到了詹姆斯·马地臣，一位苏格兰从男爵的儿子，这个人的名字将和渣甸放在一起，组成东方最强大、最富有、最有影响的公司。1820年代中叶，渣甸邀请马地臣，组建一个从事中国贸易的企业。马地臣因为未能将一封重要信件地送给一位船长，刚刚被叔父安排送回英国，但他拒绝离开亚洲，加入了黎萨利公司。合伙人黎萨利去世以后，没有继承人，在公司的股份全归马地臣。这给了两人商业合作一个理想的机会。马地臣被证实是渣甸完美的合伙人。詹姆斯·马地臣和他的侄子亚历山大·马地臣，在1827年加入马格尼亚克公司。渣甸和马地臣优点互补，配合默契。渣甸是公司出色的计划者，强硬的谈判高手和战略家，马地臣是听话的职员，掌管公司的文件和财务账本。马地臣熟悉大部分公司的商业运作。两人形成鲜明对照，渣甸瘦高而马地臣矮胖；马地臣有优越的家庭教养，而渣甸来自于卑下得多的背景；渣甸强硬、严肃，而马地臣坦率、活泼；渣甸以工作狂著称，完全是商业头脑，而马地臣爱好艺术、非常有口才。理查德·休说：“两人对于个人和财务方面都谨慎”。两人都非常尊重印度和中国南部的当地社会，默默地帮助许多陷入经济困难的人。尽管他们的慈善绝不过分，但大家公认确实出于诚心。渣甸强硬的外表和公正的语言掩盖了他富于同情心的本性。两人都不断寄钱给在苏格兰不那么幸运的家人，也提携他们在公司内工作的侄子们。 

### 事業擴張
他们以诚实经商、创新的管理，和严格的财务政策建立了声誉，在一个经营环境极其不稳定的时期取得了商业运作的成功，那时成功与破产之间的界限极其稀薄。
渣甸以其专横高傲而知名。他被当地人冠以“铁头老鼠”的绰号，渣甸在广州俱乐部被围观者用石头击中头部后，面不改色，只是耸肩蔑视伤口。在他广州十三行的"义和行"（Creek Hong）的办公室只有一张椅子，只有他自己能坐，客人永远只能站着，给他们留下深刻印象：渣甸是一个很忙的人。渣甸还是著名的危机经理。1822年，他视察广州分行时，发现分行出现人事危机，雇员和管理层势不两立，业务陷入瘫痪。渣甸只用了几天功夫就将各方面摆平，使分行恢复运营。渣甸的性格非常精明，在沿海鸦片走私期间，甚至能够说服普鲁士传教士郭士立牧师同意，在这些走私行动期间牧师得到更多的皈依者。马地臣声称拥有亚洲唯一的钢琴，并且还是一名熟练的演奏者。马地臣还负责强迫开除一位拒绝在安息日装卸鸦片箱的船长，他说，"我们每个人都遵守严格的宗教原则，但我们担心太正直的人不适合毒品贸易。" 
1832年7月1日，一个普通合股公司怡和洋行在中国广州成立，渣甸、马地臣是主要合伙人，次要合伙人有霍灵沃斯·马格尼亚克、亚历山大·马地臣、托马斯·比尔（时钟和自动机器发明者）等人，中文名称'怡和'，意为'快乐融洽'，主營在亞洲买卖鸦片、茶叶和其他货物。1833年，国会结束了英国东印度公司对中英贸易的专营权。怡和洋行抓緊机会，填补东印度公司留下的真空。公司的第一次航海，是渣甸的快速帆船“莎拉号” 运送茶叶到英格兰。渣甸从东印度公司的主要代理商变成了亚洲最大的英国洋行。这时渣甸被其他商人称为“大班”，（中国俗语，意思是'总经理'）。

## 渣甸回国和关系破裂
1830年代中叶，对华贸易变得困难起来，因为清朝政府对麻醉品贸易的限制越来越多，以控制白银的恶性外流。这时已经形成了贸易不平衡的局面，西方商人输入中国的鸦片，多于他们输出的茶叶和丝绸。

### 禁煙行動
不过，渣甸医生希望在中国扩展鸦片贸易，安排马地臣回到英国去说服政府对中国采取强硬行动，促使其进一步开放贸易。马地臣在英国的行动不够成功，当时的英国外相，"铁公爵"威灵顿公爵（阿瑟·韋爾斯利）相当蔑视他，他向渣甸悲痛地报告，他被一个傲慢愚蠢的人所侮辱。1838年，渣甸安排马地臣回到亚洲，自己回到英国，继续完成马地臣的使命。其他外国鸦片商人在他出发前表达了敬意。下面是威廉·亨特书中的一段。
“渣甸从广州出发前几天，整个外侨社团在东印度公司的餐厅里招待他。来自所有国家的大约80个人出席，包括印度，直到下半夜才分散。该事件后来经常被外侨们提起，但这一天只有很少人能够说出。” 
清朝政府乐于听到渣甸的出发，开始制止鸦片贸易。负责查禁广州的毒品贸易的钦差大臣林则徐说，“铁头老鼠，狡猾的鸦片走私头目，畏惧天朝的愤怒，已经回到烟雾之地。”他命令交出所有鸦片，在广州销毁了超过20,000箱鸦片。他甚至命令被捕的宝顺洋行经理兰斯禄·颠地，写信给维多利亚女王，责问她为何容忍毒品走私到中国。

## 战争与中国的屈服
在伦敦，渣甸的首要任务是会见外相亨利·约翰·坦普尔 (帕尔姆斯顿子爵)。他带着义律写给帕尔姆斯顿的引荐信，
“这位绅士已经有几年时间是我们的商业社团的领袖，由于长期以来的慈善行为和公众精神，光荣地赢得整个外国社团的尊敬。”

### 精心策劃的遊說
1840年，带着有数百名在亚洲和英国的英国商人签名的请愿书，渣甸成功地说服国会对中国发动战争，制定详细的战争计划、战略地图、战争策略、保障和政治需要，甚至军队和军舰的补给。这个计划称为渣甸计划（Jardine Paper）。在渣甸计划中，渣甸对帕尔姆斯顿强调了几点：「完全补偿林则徐没收的20,000箱鸦片，通商条约要阻止进一步的敌意，并开放更多的港口贸易，诸如福州、宁波和上海。」渣甸还建议有必要占领广州附近的一个岛屿或港口，香港由于拥有安全广阔的港口，最为理想。渣甸清楚表明他所认为完成以上目标需要的足够的海军和陆军数量。他还提供了该地区的地图和海图。渣甸在一封精心计算的给国会的建议书中，开创了今天声名狼藉的炮舰外交的先例，渣甸说到：“不要正式的购买——不要单调乏味的谈判……发布强制命令给梅特兰爵士，批准他占领并继续占有所有这些地方是必要的，骑兵中队在他的命令下完全胜任……直到从祖国派出足够的海军和军事力量。到所有这些实现时……不是到那时为止，才可能着手谈判下面的条款——你拿走了我的鸦片——我拿走你的岛屿作为报复——因此我们是对等的，从那时如果你让我们友好共处。你不能保护你的海岸线抵抗海盗。我能——所以让我们互相理解，并学习促进我们相互的利益。”
他这封信的計劃在後來完美的實現了，本身反映了渣甸作为出色的商人的本性，也解释了为什么这个人会成为华南沿海最强大的商人。
接替惠灵顿担任外交大臣的亨利·约翰·坦普尔 (帕尔姆斯顿子爵)，决定接受渣甸的建议，对中国作战。1840年中，一支庞大的舰队出现在中国海岸，英国开始了鸦片战争。英国军舰摧毁许多海滨炮台，用密集的炮火轰击一个又一个城市，甚至向北直接威胁北京紫禁城。清政府被迫屈服，接受英国的要求。理查德·休在《香港:借来的地方，借来的时间》中说，「渣甸已经表明他作为一个士兵和他作为一个大班一样棒。」

### 勝利與簽約
1841年，渣甸有19艘洲际快速帆船，其竞争对手宝顺洋行则有13艘。渣甸还拥有数百艘小船、帆船和走私小艇，从事沿海和上游走私。渣甸的贸易范围包括从印度走私鸦片到中国，从菲律宾进口香料和糖，从中国进口茶叶和丝绸到英国，处理货物包装和货物保险，出租船坞和仓库，贸易金融和其他众多商业贸易航线。
1842年，中英双方代表签订了南京条约。条约允许开放5个重要的中国港口，给予在华外侨治外法权，赔偿损失的鸦片，并正式割让已于1841年1月26日被英国占领的贸易和军事基地香港岛。由于经营对华贸易，特别是仍然违法的鸦片，怡和洋行，又称为太子行，成为在东亚最大的英国贸易公司。1841年，渣甸众望所归，当选为英国国会议员。1843年初，威廉·渣甸，刚过完他的59岁生日三天，这位英国最富有、最有权势的人之一，国会议员在英格兰去世。亨利·约翰·坦普尔 (帕尔姆斯顿子爵)写道： 
“渣甸先生在中国提供给我们在海军、军事和外交事务方面，详细的指导、协助和信息，带给我们满意的结果。”

## 身后遗产
渣甸去世时仍是单身，但他的侄子大卫和安德鲁继续帮助马地臣经营怡和洋行。马地臣在1843年退休，将经理职位交给渣甸的另一个侄子大卫·渣甸，然后是罗伯特·渣甸， 家族中布产南-渣甸支脉的祖先。渣甸的另一个侄孙从1874年到1886年担任经理，耆紫薇 (1834-1912),家族中凯撒克支派的祖先。马地臣回到英国，填补国会席位中渣甸留下的空缺，充当国会议员长达19年。并领导伦敦的马地臣公司，前马格尼亚克·渣甸公司，渣甸在英国的代理商。1912年，怡和洋行和凯撒克家族最终买下了马地臣家族的公司股份，但公司名称未变。公司由威廉·渣甸的几个侄子和侄女及其后裔管理数十年，著名的常务董事包括罗伯特·渣甸、威廉·凯撒克、詹姆士·约翰斯通·凯撒克、本·贝斯、大卫·兰代尔、约翰·布产南-渣甸爵士、威廉·约翰斯通·"托尼" 凯撒克、休·巴顿爵士、迈克尔·哈里斯爵士、约翰·奇普思·凯撒克爵士、亨利·凯撒克、西门·凯撒克和阿拉斯戴尔·莫里森。 
今天，怡和洋行在香港仍然相当活跃，仍是香港仅次于政府的最大雇主。今日香港的一些地标仍以怡和洋行及其创办人命名：如渣甸山、怡和街、渣甸街、渣甸坊、勿地臣街、怡和大厦和怡和午炮。怡和还活跃在中国、北美洲、欧洲、澳洲、中东和部分非洲。经过19世纪和20世纪，怡和洋行经历了一些重要的内部变化，甚至在1984年，洋行註冊地迁往百慕大，威廉·渣甸医生的家族成员仍控制着董事会。一些家族成员担任 怡和洋行现任主席亨利·凯撒克从1970年(31岁)到1975年担任公司经理，是公司经理中的第6个凯撒克。他的兄弟西门从1983年到1988年担任公司经理，是公司经理中的第7个凯撒克。兄弟二人是公司中的第四代凯撒克。